# Europa Radio
Europa-Radio était une société télégraphique allemande qui transmettait des informations secrètes par l'intermédiaire du télégraphe sans fil vers diverses villes d'Europe occidentale, juste après la Première Guerre mondiale. Elle fournissait à ses abonnés, des appareils réglés pour une longueur d'onde déterminée.

## Histoire
Après la Première Guerre mondiale, en 1918, Telefunken a créé la filiale Transradio, qui entre dans l’histoire en introduisant la transmission duplexée, en 1919. Elle va construire pour les Hollandais, à Batavia, une grande station, qui fonctionne à puissance réduite. C’est alors que se crée l’Europa Radio, société allemande ayant obtenu des postes d'émission allemands, utilisant les appareils de Transradio. L'Agence de presse Transocean, également allemande, utilise une technologie proche, développée pendant la Première Guerre mondiale et qu'elle utilisera dans les années dans la partie de la Chine occupée par le Japon.  
En septembre 1923,quelques semaines après le tremblement de terre au Japon, dont les nouvelles sont parvenues en Europe grâce à un poste de TSF, en raison de la rupture des câbles télégraphiques, Emile Cernak, directeur de l'agence de presse tchèque Česká tisková kancelář (CTK), appelée aussi Ceteka, informe l’Agence Havas française qu'il s'est entendu avec Europa Radio, pour qu’elle lui envoie des services financiers par les ondes. Havas découvre que c’est aussi le cas des agences de presse clientes basées à Vienne, Budapest, Milan et Berne.
Cette découverte amène Havas à créer le 17 décembre 1923 son propre système de diffusion radio, le « Havasian » en accord avec les PTT, démarche adoptée un peu plus tôt par Reuters avec le « Reuterian », dont le nom s’inspire du style maison d’écriture, et dont la version politique est lancé le 18 juin 1924, après une première version économique. Dans les deux cas, le service d’information diffusé par les ondes, pour la presse écrite, est codé, afin d’éviter le pillage. Celui d’Havas est lancé vingt mois après son  premier service de diffusion par les ondes à destination de Buenos Aires. L’Agence Continentale allemande suit en février 1925.
Le 6 juin 1924, une assemblée générale des agences de presse, regroupant les 25 agences européennes, dont le secrétariat est tenu par Havas, s’ouvre à Berne. Les suivantes auront lieu à Rome et 1924, Varsovie en 1927 puis Constantinople en 1929. L’essentiel de l’ordre du jour est la protection contre la concurrence des services radios. Entretemps, dès 1925, Europa Radio a baissé le pavillon et pris la décision de coopérer avec les agences de presse, via des accords de complémentarité.
Les autres pays vont réagir à leur tour. Aux États-Unis, Herbert Moore lança le "Transradio Press Service", installé à New York, qui en trois semaines, était bénéficiaire.
En France, la Compagnie générale de TSF prend des participations dans la Transradio Argentine, qui exploitait les radio-communications internationales. Appelée aussi Transradio International, elle était située hors de la capitale argentine et assurait surtout à la transmission des dépêches d'Europe.
La technologie Transradio allemande sera, au 1er janvier 1932, en liaison avec quatorze postes d'outre-mer, dont les distances totalisent une longueur de 120 000 km. 
Le nom d’Europa Radio sera ensuite repris par Radio Europe libre, une station émettant à destination des pays d’Europe de l’Est après la Seconde Guerre mondiale.